# Гурвич, Морис Жакович
Мори́с Жа́кович Гу́рвич (1909, Париж — ?) — советский альтист, участник Квартета Большого театра.
Родился в Париже в семье российских политэмигрантов, в детстве жил в США, где и получил среднее музыкальное образование. Вместе с родителями вернулся в Россию, учился в Одесской консерватории (с 1923 года), ученик Петра Столярского. С 1930 года играл в оркестре Большого театра. В 1931—1957 гг. одновременно входил в состав Квартета Большого театра. В 1952 году перешёл в Государственный симфонический оркестр СССР, с 1954 года концертмейстер группы альтов. Кавалер ордена «Знак Почёта» (1951).
С 1936 года играл на альте Гварнери из Государственной коллекции музыкальных инструментов.
Сын Давид Гурвич — пианист и педагог.